# Liste der Bielefelder Stadtbahnstationen

Stadtbahnnetz in topografischer Darstellung

Die Liste der Bielefelder Stadtbahnstationen bietet eine Übersicht über alle Stationen der Straßenbahn bzw. Stadtbahn Bielefeld (Bezeichnung ab 1991). Das Gleisnetz umfasst insgesamt 68,1 km. Der mittlere Haltestellenabstand, bei 65 Haltestellen, beträgt 534 m. Sieben Stationen sind U-Bahnhöfe. Außerhalb dieser Zählung existiert noch der unregelmäßig angefahrene Halt Obernstraße.
Mit Inbetriebnahme des Stadtbahntunnels im April 1991 entfielen einige bisherige Haltestellen oder wurden als neue längere Hochbahnsteige bzw. unterirdische Haltestellen zusammengelegt. Dadurch verlängerten sich einige Fußwege zu den Haltestellen erheblich. Nicht mehr bedient wurden:
- Linie 1 Brökerstraße, Stadtwerke und Brüggemannstraße (zusammengelegt zu Sudbrackstraße)
- Linie 2 Brökerstraße, Nicolaifriedhof (nur einseitige Bedienung in Richtung Stadtmitte, zwischen Beckhaus- und Stadtheider Straße gelegen).
- Linie 3 Bahnhofstraße (in der Feilenstraße), Meller Straße, Pestalozzistraße und Apfelstraße (ersetzt durch Wittekindstraße, Nordpark).
- Die bisherigen Haltestellen Hermannstraße und Landgericht wurden zusammengelegt; der neue längere Hochbahnsteig Landgericht befindet sich zwischen diesen ehemaligen Haltestellen.
- Für alle Linien entfiel die Haltestelle Berliner Platz (heute Willy-Brandt-Platz). Diese war für drei Jahrzehnte von 1956 bis 1986 zentraler Treffpunkt der Straßenbahnen. Die Bahnen warteten hier außerhalb des Spitzenverkehrs 5 Minuten auf die Anschlüsse. Es gab damit in der Stadt drei getrennte Umsteigepunkte (Jahnplatz für Stadt- und Regionalbusse, Hauptbahnhof, Berliner Platz). Die Fahrzeit ab Hauptbahnhof zum Jahnplatz war dadurch sehr lang und einer der Gründe für immer weiter sinkende Fahrgastzahlen der Straßenbahn.
- Die Haltestellen Viktoriastraße und Kesselbrink der Linie 3 waren bereits bei Umlegung der Linie zum Niederwall Ende September 1986 entfallen.
- Die Haltestelle Landgericht der Linie 12 (Haltestelle befand sich in der Kreuzstraße, nur in Fahrtrichtung Senne, unabhängig von der Haltestelle Landgericht der Linie 1 und 2)

Die Liste ist zweigeteilt in U-Bahnhöfe und übrige Stationen.

## Übersicht über die Linienverläufe
| Linie | Linienweg                                                                                |
| ----- | ---------------------------------------------------------------------------------------- |
| 1     | Schildesche – Hauptbahnhof – Jahnplatz – Bethel – Brackwede Bahnhof – Senne              |
| 2     | Altenhagen – Milse – Baumheide – Hauptbahnhof – Jahnplatz – Sieker                       |
| 3     | Babenhausen-Süd – Nordpark – Hauptbahnhof – Jahnplatz – Dürkopp Tor 6                    |
| 4     | Lohmannshof – Universität – Hauptbahnhof – Jahnplatz – Sieker Mitte – Stieghorst Zentrum |

Es existieren neben diesen Linien noch Verstärkerlinien und besondere Linienbezeichnungen für Fahrten ab/zum Betriebshof (10, 12, 13 und 18). Sie wurden hier und in der Liste der Stationen nicht eingepflegt.
Die Liste ist folgendermaßen aufgebaut:
- Bahnhof und Lage: Name der Station sowie ein Link zur Positionskarte
- Linie: Stadtbahnlinie(n), die den Bahnhof bedient bzw. bedienen
- Stadtbezirk: Stadtbezirk, in dem sich die Station befindet
- Anschlüsse: Umsteigemöglichkeiten („Bus“ für Stadt-, Regional- und Nachtbuslinien, „Nachtbus“ für Haltestellen ausschließlich mit Bus Nacht- und Frühverkehr)
- Bauliche Gestaltung: Informationen zu Bahnsteigen, Barrierefreiheit
- Anmerkungen: Sonstige Informationen zur Station
- Umgebung: Nahe gelegene Ziele
- Bild(er): Ein Bild der Station, bei den U-Bahnhöfen vom Inneren und vom Zugang

## Liste der U-Bahnhöfe
| Station Lage                                   | Linie(n) | Stadtbezirk | Anschlüsse               | Bauliche Gestaltung                                                                        | Anmerkungen                                                                                      | Umgebung                                                                                          | Bilder                                                        |
| ---------------------------------------------- | -------- | ----------- | ------------------------ | ------------------------------------------------------------------------------------------ | ------------------------------------------------------------------------------------------------ | ------------------------------------------------------------------------------------------------- | ------------------------------------------------------------- |
| Beckhausstraße 52° 2′ 0″ N, 8° 32′ 33″ O       | 2        | Mitte       | Nachtbus                 | Aufzüge, Seitenbahnsteige, barrierefrei, Seitenbahnsteige, Hochflur                        | erste Tunnelstation im Netz, eröffnet 1971, umgebaut 1990 (u. a. Bahnsteige erhöht und verkürzt) |                                                                                                   | Beckhausstraße Bielefeld · Beckhausstraße Bielefeld           |
| Hauptbahnhof 52° 1′ 43″ N, 8° 32′ 2″ O         | 1 2 3 4  | Mitte       | Fernbahn Regionalzug Bus | mehrgeschossig, Rolltreppen, Aufzüge, barrierefrei, Seiten- und Mittelbahnsteige, Hochflur | eröffnet 27.04.1991                                                                              | Stadtbibliothek Bielefeld Stadthalle Bielefeld                                                    | Hauptbahnhof Bielefeld außen · Hauptbahnhof Bielefeld innen   |
| Jahnplatz 52° 1′ 24″ N, 8° 32′ 0″ O            | 1 2 3 4  | Mitte       | Bus                      | Rolltreppen, Aufzüge, barrierefrei, Mittelbahnsteig, Hochflur                              | eröffnet 27.04.1991                                                                              | Alter Friedhof Kesselbrink Bahnhofstraße Süsterkirche Altstädter Nicolaikirche Altstadt Jahnplatz | Jahnplatz Bielefeld außen · Jahnplatz Bielefeld innen         |
| Nordpark 52° 2′ 15″ N, 8° 31′ 25″ O            | 3        | Mitte       | Bus                      | Aufzug, Mittelbahnsteig, barrierefrei, Hochflur                                            | eröffnet 27.04.1991                                                                              | Nordpark                                                                                          | Nordpark Bielefeld                                            |
| Rudolf-Oetker-Halle 52° 1′ 44″ N, 8° 30′ 51″ O | 4        | Mitte       | Bus                      | Aufzüge, Rolltreppen, Mittelbahnsteig, barrierefrei, Hochflur                              | eröffnet April 2000, geplant als Haltestelle "Bürgerpark"                                        | Bürgerpark SchücoArena Polizeipräsidium Rudolf-Oetker-Halle                                       | Rudolf-Oetker-Halle Bielefeld · Rudolf-Oetker-Halle Bielefeld |
| Siegfriedplatz 52° 1′ 40″ N, 8° 31′ 20″ O      | 4        | Mitte       | Bus                      | Aufzug, Mittelbahnsteig, barrierefrei, Hochflur                                            | eröffnet April 2000                                                                              |                                                                                                   | Siegfriedplatz Bielefeld außen · Siegfriedplatz Bielefeld     |
| Wittekindstraße 52° 1′ 58″ N, 8° 31′ 33″ O     | 3        | Mitte       | Bus                      | Mittelbahnsteig, Aufzug, barrierefrei, Hochflur                                            | eröffnet 27.04.1991                                                                              | SchücoArena                                                                                       | Wittekindstraße Bielefeld außen · Wittekindstraße Bielefeld   |

## Liste der oberirdischen Stadtbahnstationen
| Station Lage                                            | Linie(n) | Stadtbezirk                                    | Anschlüsse                                              | bauliche Gestaltung                                                                                       | Anmerkungen | Umgebung | Bilder          |
| ------------------------------------------------------- | -------- | ---------------------------------------------- | ------------------------------------------------------- | --- | --- | --- | --------------- |
| Adenauerplatz 52° 1′ 2″ N, 8° 31′ 31″ O                 | 1        | Mitte                                          | Bus (Kunsthalle)                                        | Mittelbahnsteig, Hochflur, barrierefrei                                                                   | | Kunsthalle Altstadt Sparrenburg Naturkundemuseum Neustädter Marienkirche Bielefelder Kunstverein Winzerscher Garten               |                 |
| Altenhagen 52° 3′ 27″ N, 8° 37′ 37″ O                   | 2        | Heepen                                         |                                                         | Mittelbahnsteig, Hochflur, barrierefrei                                                                   | Endhaltestelle 2 Inbetriebnahme 6. Dezember 2015 | |                 |
| Auf der Hufe 52° 2′ 28″ N, 8° 31′ 23″ O                 | 3        | Schildesche                                    | Nachtbus                                                | Mittelbahnsteig, Hochflur, barrierefrei                                                                   | | |                 |
| August-Bebel-Straße 52° 0′ 46″ N, 8° 32′ 12″ O          | 2        | Mitte                                          | Nachtbus                                                | Straßenhaltestelle, nicht barrierefrei                                                                    | | WDR-Studio Bielefeld |                 |
| Babenhausen Süd 52° 3′ 18″ N, 8° 31′ 7″ O               | 3        | Schildesche                                    | Bus                                                     | Seitenbahnsteige, Hochflur, barrierefrei                                                                  | Endhaltestelle 3 Inbetriebnahme Ende September 1980, erste Haltestelle mit Hochbahnsteig; auch Splittenbrede genannt | |                 |
| Baumheide 52° 3′ 0″ N, 8° 35′ 49″ O                     | 2        | Heepen                                         | Bus                                                     | Seitenbahnsteige, Hochflur, Rolltreppen (heute nur noch stadtauswärts), Aufzug, barrierefrei, Trogbauwerk | Inbetriebnahme 30. Mai 1969 als provisorische Wendeschleife, Inbetriebnahme der Station in Troglage im April 1978. | |                 |
| Bethel 52° 0′ 47″ N, 8° 31′ 16″ O                       | 1        | Gadderbaum                                     | Bus                                                     | Mittelbahnsteig, Hochflur, barrierefrei                                                                   | Hochbahnsteig seit 20. März 1989 | Von Bodelschwinghsche Stiftungen Bethel Dr. Oetker                                                                                |                 |
| Brackwede Bahnhof 51° 59′ 54″ N, 8° 30′ 7″ O            | 1        | Brackwede                                      | Bus Regionalbahn, Fernbus (nicht barrierefrei, Treppen) | Mittelbahnsteig, Hochflur, barrierefrei                                                                   | Hochbahnsteig seit September 1997 | Bahnhof Bielefeld-Brackwede |                 |
| Brackwede (Kehre) 51° 59′ 9″ N, 8° 30′ 56″ O            | 1        | Brackwede                                      |                                                         | Straßenhaltestelle, nicht barrierefrei                                                                    | Bedarfshaltestelle für Verstärkerfahrten, bis Anfang der 90er Jahre Wendeschleife dann Umbau in Stumpfendstelle | | Bild gesucht BW |
| Brackwede Kirche 51° 59′ 17″ N, 8° 30′ 50″ O            | 1        | Brackwede                                      | Bus                                                     | Straßenhaltestelle, nicht barrierefrei                                                                    | aktuell Bau eines Hochflur- Mittelbahnsteig. Geplante Inbetriebnahme Mai 2025. | Ev. Bartholomäuskirche |                 |
| Bültmannshof 52° 2′ 9″ N, 8° 30′ 15″ O                  | 4        | Schildesche                                    | Nachtbus                                                | Mittelbahnsteig, Hochflur, barrierefrei                                                                   | Inbetriebnahme April 2000 | |                 |
| Buschbachtal 52° 3′ 24″ N, 8° 37′ 4″ O                  | 2        | Heepen                                         |                                                         | Mittelbahnsteig, Hochflur, barrierefrei                                                                   | Inbetriebnahme 6. Dezember 2015 | |                 |
| Deciusstraße 52° 2′ 47″ N, 8° 32′ 38″ O                 | 1        | Schildesche                                    | Bus                                                     | Mittelbahnsteig, Hochflur, barrierefrei                                                                   | Inbetriebnahme 3. Dezember 1992, Ersatz für Haltestelle „Hamfeldstraße“ | |                 |
| Dürkopp Tor 6 52° 1′ 11″ N, 8° 32′ 33″ O                | 3        | Mitte                                          |                                                         | Stumpfendstelle eingleisig, Seitenbahnsteig, Hochflur, barrierefrei                                       | Inbetriebnahme 13. April 2019 (ab 3. Juli 2019 mit Hochbahnsteig) | |                 |
| Eggeweg 52° 0′ 20″ N, 8° 30′ 38″ O                      | 1        | Gadderbaum                                     | Bus                                                     | Mittelbahnsteig, Hochflur, barrierefrei                                                                   | | |                 |
| Elpke 52° 0′ 17″ N, 8° 34′ 36″ O                        | 4        | Stieghorst                                     | Nachtbus (Flensburger Straße)                           | Seitenbahnsteige, Hochflur, barrierefrei                                                                  | Inbetriebnahme 26. August 1995 | |                 |
| Finkenstraße 52° 2′ 17″ N, 8° 33′ 51″ O                 | 2        | Mitte                                          | Nachtbus                                                | Mittelbahnsteig, Hochflur, barrierefrei                                                                   | | |                 |
| Friedrich-List-Straße 52° 0′ 34″ N, 8° 31′ 0″ O         | 1        | Gadderbaum                                     | Bus                                                     | Mittelbahnsteig, Hochflur, barrierefrei                                                                   | Hochbahnsteig seit 20. März 1989 | |                 |
| Gaswerkstraße 51° 59′ 39″ N, 8° 30′ 24″ O               | 1        | Brackwede                                      | Bus                                                     | Straßenhaltestelle, nicht barrierefrei                                                                    | aktuell Bau eines Hochflur- Mittelbahnsteig. Geplante Inbetriebnahme Mai 2025. | |                 |
| Gesamtschule Stieghorst 52° 0′ 7″ N, 8° 35′ 4″ O        | 4        | Stieghorst                                     |                                                         | Seitenbahnsteige, Hochflur, barrierefrei                                                                  | Inbetriebnahme 28. September 1996 | |                 |
| Graf-von-Stauffenberg-Straße 52° 1′ 58″ N, 8° 30′ 31″ O | 4        | Schildesche                                    | Nachtbus                                                | Mittelbahnsteig, Hochflur, barrierefrei                                                                   | Inbetriebnahme April 2000, geplant als Haltestelle „Polizeipräsidium“ | |                 |
| Heidegärten 52° 3′ 9″ N, 8° 32′ 43″ O                   | 1        | Schildesche                                    | Nachtbus                                                | Seitenbahnsteige, Hochflur nicht barrierefrei, erreichbar nur über Treppen                                | Inbetriebnahme April 1968 | |                 |
| Johannesstift 52° 2′ 27″ N, 8° 32′ 35″ O                | 1        | Schildesche                                    | Nachtbus                                                | Mittelbahnsteig, Hochflur, barrierefrei                                                                   | | Krankenhaus Johannesstift Miele Bielefeld                                                                                         |                 |
| Kattenkamp 52° 2′ 59″ N, 8° 32′ 38″ O                   | 1        | Schildesche                                    |                                                         | Mittelbahnsteig, Hochflur, barrierefrei                                                                   | Der alte Hochbahnsteig wurde 2011 abgerissen und durch einen längeren und schmaleren Hochbahnsteig ersetzt zur geplanten Nutzung durch Vamos. Neben der barrierefreien Haltestelle befindet sich die nicht barrierefreie Haltestelle Kattenkamp Kehre.                                                                                        | |                 |
| Koblenzer Straße 52° 2′ 58″ N, 8° 31′ 17″ O             | 3        | Schildesche                                    | Nachtbus                                                | Mittelbahnsteig, Hochflur, barrierefrei                                                                   | Hochbahnsteig seit März 1996 | |                 |
| Krankenhaus Mitte 52° 0′ 56″ N, 8° 32′ 44″ O            | 4        | Mitte                                          | Nachtbus                                                | Mittelbahnsteig, Hochflur, barrierefrei                                                                   | ehemaliger Name „Krankenhaus“ Hochbahnsteig seit 7. Dezember 2019 | Klinikum Bielefeld |                 |
| Landgericht 52° 1′ 2″ N, 8° 31′ 59″ O                   | 1 2      | Mitte                                          | Nachtbus                                                | Mittelbahnsteig, Hochflur, barrierefrei                                                                   | | Landgericht Bielefeld Amtsgericht Bielefeld Altstadt Sparrenburg                                                                  |                 |
| Lange Straße 52° 2′ 39″ N, 8° 31′ 21″ O                 | 3        | Schildesche                                    | Nachtbus                                                | Straßenhaltestelle, nicht barrierefrei                                                                    | Hochbahnsteig in Planung | |                 |
| Lohmannshof 52° 2′ 43″ N, 8° 29′ 7″ O                   | 4        | Dornberg                                       | Bus                                                     | Seitenbahnsteige, Hochflur, barrierefrei                                                                  | Endhaltestelle 4 Inbetriebnahme Ende September 2002. Großzügige Umsteigeanlage Stadtbahn/Bus. Die Planungen sahen hier einen Umsteigeknoten in Richtung Werther vor. Die Direktlinien nach Werther wurden jedoch und werden weiterhin über die Wertherstraße parallel zur Stadtbahn geführt, die ursprünglichen Planungen also nie umgesetzt. | |                 |
| Luther-Kirche 52° 0′ 33″ N, 8° 33′ 47″ O                | 4        | Mitte                                          | Bus                                                     | Seitenbahnsteige, Hochflur, barrierefrei                                                                  | Inbetriebnahme 26. August 1995, geplant als Haltestelle „Brokstraße“ | Sieker Friedhof Lutherkirche |                 |
| Marktstraße 52° 1′ 8″ N, 8° 32′ 23″ O                   | 4        | Mitte                                          |                                                         | Mittelbahnsteig, Hochflur, barrierefrei                                                                   | Inbetriebnahme 7. Dezember 2019. Ersatz für Ravensberger Straße und August-Schroeder-Straße | | Bild gesucht BW |
| Milse 52° 3′ 28″ N, 8° 36′ 38″ O                        | 2        | Heepen                                         | Bus                                                     | Mittelbahnsteig, Hochflur, barrierefrei                                                                   | Inbetriebnahme April 1978 mit Wendeschleife, 2008 als Vorleistung für die Verlängerung bis Altenhagen Umbau zur Stumpfendstelle | |                 |
| Mozartstraße/Synagoge 52° 0′ 30″ N, 8° 32′ 35″ O        | 2        | Mitte                                          | Nachtbus                                                | Mittelbahnsteig, Hochflur, barrierefrei                                                                   | Hochbahnsteig seit September 2010, ehemals Haltestelle 'Mozartstraße' | |                 |
| Nikolaus-Dürkopp-Straße 52° 1′ 12″ N, 8° 32′ 9″ O       |          | Mitte                                          |                                                         | niedriger Seitenbahnsteig, nicht barrierefrei                                                             | Nur für Fahrten der Linie 18. Alternativer Halt, da auf dem Fahrweg der 18 die Haltestelle Rathaus nicht angefahren werden kann. | |                 |
| Normannenstraße 51° 59′ 27″ N, 8° 30′ 34″ O             | 1        | Brackwede                                      | Bus                                                     | Straßenhaltestelle, nicht barrierefrei                                                                    | aktuell Bau eines Hochflur- Mittelbahnsteig. Geplante Inbetriebnahme Mai 2025. | Bezirksamt Herz-Jesu-Kirche |                 |
| Obernstraße 52° 1′ 9″ N, 8° 31′ 32″ O                   |          | Mitte                                          | Bus (Kunsthalle)                                        | niedriger Seitenbahnsteig, nicht barrierefrei                                                             | für Verstärkerfahrten und bei Betriebsstörungen genutzt, hieß zunächst „Waldhof“ | Kunsthalle Bielefeld Altstadt Obernstraße                                                                                         |                 |
| Oststraße 52° 0′ 51″ N, 8° 33′ 2″ O                     | 4        | Mitte                                          | Bus                                                     | Mittelbahnsteig, Hochflur, barrierefrei                                                                   | | |                 |
| Prießallee 52° 0′ 22″ N, 8° 32′ 56″ O                   | 2        | Mitte                                          | Nachtbus                                                | Mittelbahnsteig, Hochflur, barrierefrei                                                                   | Hochbahnsteig seit Mai 2010 | |                 |
| Rathaus 52° 1′ 16″ N, 8° 32′ 4″ O                       | 1 2 3 4  | Mitte                                          | Bus                                                     | Seitenbahnsteige, Hochflur, barrierefrei                                                                  | Als Provisorium geplante Haltestelle im Rampenbereich des StadtBahn-Tunnels | Rathaus und Altes Rathaus Alter Markt Leineweberdenkmal Evangelische Kirche von Westfalen Altstadt Stadttheater Artists Unlimited |                 |
| Roggenkamp 52° 0′ 25″ N, 8° 34′ 15″ O                   | 4        | Stieghorst                                     |                                                         | Seitenbahnsteige, Hochflur, barrierefrei                                                                  | Inbetriebnahme 26. August 1995 | |                 |
| Rosenhöhe 51° 59′ 1″ N, 8° 31′ 34″ O                    | 1        | Brackwede                                      | Bus                                                     | Seitenbahnsteige, Hochflur, barrierefrei                                                                  | Inbetriebnahme in neuer Lage (nördlich Brackweder Straße) am 9. Oktober 1979. | Klinik Rosenhöhe |                 |
| Schelpmilser Weg 52° 3′ 12″ N, 8° 36′ 11″ O             | 2        | Heepen                                         |                                                         | Seitenbahnsteige, Hochflur, barrierefrei                                                                  | Inbetriebnahme April 1978 | |                 |
| Schildesche 52° 3′ 21″ N, 8° 32′ 43″ O                  | 1        | Schildesche                                    | Bus                                                     | Seitenbahnsteige, Hochflur, barrierefrei                                                                  | Endhaltestelle 1 Inbetriebnahme April 1968, ersetzte die Haltestelle Schildesche Markt, Fahrweg über Strecke der stillgelegten Bielefelder Kreisbahnen, ehemals „An der Reegt“, Umbau auf Hochbahnsteig September 1996 – Schleife wird seitdem im Gegenuhrzeigersinn befahren.                                                                | Obersee |                 |
| Schillerstraße 52° 2′ 13″ N, 8° 33′ 32″ O               | 2        | Mitte                                          | Nachtbus                                                | Mittelbahnsteig, Hochflur, barrierefrei                                                                   | | |                 |
| Schüco 52° 2′ 35″ N, 8° 34′ 37″ O                       | 2        | Mitte                                          | Nachtbus                                                | Mittelbahnsteig, Hochflur, barrierefrei                                                                   | ehemals Haltestelle „Karolinenstraße“, früher mit zusätzlicher Dreieckskehre für Einsatzfahrten, heute mit Wendegleis | Schüco |                 |
| Seidenstickerstraße 52° 2′ 53″ N, 8° 35′ 27″ O          | 2        | Mitte                                          |                                                         | Seitenbahnsteige, Hochflur, barrierefrei                                                                  | Inbetriebnahme 30. Mai 1969 | | {               |
| Senne 51° 58′ 45″ N, 8° 32′ 7″ O                        | 1        | Senne                                          | Bus                                                     | Seitenbahnsteige, Hochflur, barrierefrei                                                                  | Endhaltestelle 1 Wendeschleife im Uhrzeigersinn befahren, Überholgleis am Ausstiegsbahnsteig, 'Neue' Wendeschleife am 9. Oktober 1979 mit Niedrigbahnsteigen eröffnet, später auf Hochbahnsteige umgebaut. | |                 |
| Sennefriedhof 51° 58′ 52″ N, 8° 31′ 46″ O               | 1        | Brackwede (Nordbahnsteig) Senne (Südbahnsteig) | Nachtbus                                                | Seitenbahnsteige, Hochflur, barrierefrei                                                                  | Inbetriebnahme in neuer Lage (nördlich Brackweder Straße) am 09. Oktober 1979. | Sennefriedhof |                 |
| Sieker 52° 0′ 17″ N, 8° 33′ 29″ O                       | 2        | Mitte                                          | Bus                                                     | Seitenbahnsteige, Hochflur, barrierefrei                                                                  | Endhaltestelle 2 Wendeschleife, Umbau auf Hochbahnsteig 2010 – Schleife wird seitdem in Gegenuhrzeigersinn befahren. | Betriebshof und Verwaltung von moBiel                                                                                             |                 |
| Sieker Mitte 52° 0′ 44″ N, 8° 33′ 45″ O                 | 4        | Mitte                                          | Bus                                                     | Mittelbahnsteig, Hochflur, barrierefrei                                                                   | Bis August 1995 Endhaltestelle mit Wendeschleife, ehemalige Namen auch „Brennerstr.“ bzw. „Otto-Brenner-Str.“. Barrierefrei im Betrieb seit 17. Mai 2021 an leicht veränderter Lage. | |                 |
| Stadtheider Straße 52° 2′ 9″ N, 8° 33′ 17″ O            | 2        | Mitte                                          | Nachtbus                                                | Mittelbahnsteig, Hochflur, barrierefrei                                                                   | | |                 |
| Stieghorst 52° 0′ 4″ N, 8° 35′ 20″ O                    | 4        | Stieghorst                                     | Bus                                                     | Mittelbahnsteig, Hochflur, barrierefrei                                                                   | Endhaltestelle 4 Inbetriebnahme 28. September 1996 | Stadtteilzentrum Stieghorst |                 |
| Sudbrackstraße 52° 2′ 10″ N, 8° 32′ 20″ O               | 1        | Mitte                                          | Bus                                                     | Seitenbahnsteige, Hochflur, barrierefrei                                                                  | Inbetriebnahme 28. April 1991. Ersatz für die Haltestellen Brüggemannstraße und Stadtwerke | Stadtwerke Bielefeld |                 |
| Teutoburger Straße 52° 0′ 38″ N, 8° 32′ 23″ O           | 2        | Mitte                                          | Nachtbus                                                | Straßenhaltestelle, nicht barrierefrei                                                                    | | |                 |
| Universität 52° 2′ 23″ N, 8° 29′ 48″ O                  | 4        | Schildesche                                    | Bus                                                     | Mittelbahnsteig, Hochflur, Brücke zur Universität, Rolltreppen, Aufzug, barrierefrei                      | Inbetriebnahme einer provisorischen Endhaltestelle im April 2000. Fertigstellung der Haltestellenanlage mit Brücke Oktober 2001. Die größte oberirdische Haltestelle. | Universität Bielefeld Laborschule                                                                                                 |                 |
| Voltmannstraße 52° 3′ 14″ N, 8° 31′ 9″ O                | 3        | Schildesche                                    | Nachtbus                                                | Straßenhaltestelle, nicht barrierefrei                                                                    | Bis September 1980 Endhaltestelle mit Dreieckskehre. | |                 |
| Wellensiek 52° 2′ 33″ N, 8° 29′ 24″ O                   | 4        | Dornberg                                       | Nachtbus                                                | Mittelbahnsteig, Hochflur, barrierefrei                                                                   | Inbetriebnahme Ende September 2002. Haltestelle wurde 2012 wegen des neuen Campus bzw. FH abgerissen und erheblich größer neu errichtet | Campus Nord Hochschule Bielefeld                                                                                                  |                 |
| Windelsbleicher Straße 51° 59′ 9″ N, 8° 31′ 5″ O        | 1        | Brackwede                                      | Bus                                                     | Straßenhaltestelle, nicht barrierefrei                                                                    | Neubau Mittelbahnsteig (Hochflur) für 2025 in Planung | |                 |
| Ziegelstraße 52° 2′ 21″ N, 8° 34′ 9″ O                  | 2        | Mitte                                          | Nachtbus                                                | Mittelbahnsteig, Hochflur, barrierefrei                                                                   | | |                 |

## Liste der ehemaligen oberirdischen Stadtbahnstationen
| Station Lage                                       | Linie(n) | Stadtbezirk | Anschlüsse | bauliche Gestaltung                           | Anmerkungen | Umgebung | Bilder |
| -------------------------------------------------- | -------- | ----------- | ---------- | --------------------------------------------- | --- | -------- | ------ |
| August-Schroeder-Straße 52° 1′ 11″ N, 8° 32′ 20″ O | 3        | Mitte       |            | Straßenhaltestelle, nicht barrierefrei        | Inbetriebnahme 26. September 1986, wurde bis 6. Dezember 2019 bedient. Ersetzt durch neue Haltestelle 'Marktstraße' (Hochbahnsteig) |          |        |
| Hartlager Weg 52° 0′ 48″ N, 8° 33′ 26″ O           | 3        | Mitte       | Bus        | Straßenhaltestelle                            | Zuletzt bedient am 12. Mai 2021. Ersetzt und zusammengelegt mit neuem Hochbahnsteig 'Sieker Mitte'.                                 |          |        |
| Hamfeldstraße 52° 2′ 44″ N, 8° 32′ 38″ O           | 1        | Schildesche | Bus        | niedriger Seitenbahnsteig, nicht barrierefrei | Wurde bis 3. Dezember 1992 bedient. Ersetzt durch neue Haltestelle 'Deciusstraße' (Hochbahnsteig)                                   |          |        |
| Ravensberger Straße 52° 1′ 4″ N, 8° 32′ 23″ O      | 3        | Mitte       | Nachtbus   | Straßenhaltestelle, nicht barrierefrei        | Wurde bis 6. Dezember 2019 bedient. Ersetzt durch neue Haltestelle 'Marktstraße' (Hochbahnsteig)                                    |          |        |

## Liste der ehemaligen oberirdischen Straßenbahnstationen
| Station Lage                             | Linie(n) | Stadtbezirk | Anschlüsse | bauliche Gestaltung                           | Anmerkungen                                                                      | Umgebung                     | Bilder |
| ---------------------------------------- | -------- | ----------- | ---------- | --------------------------------------------- | -------------------------------------------------------------------------------- | ---------------------------- | ------ |
| Alleestraße                              | 12       | Mitte       |            | niedriger Seitenbahnsteig, nicht barrierefrei | in Brökerstraße umbenannt                                                        |                              |        |
| Apfelstraße                              | 3        | Mitte       |            | niedriger Seitenbahnsteig, nicht barrierefrei | Wurde bis 26. April 1991 bedient. Ersetzt durch U-Haltestelle 'Nordpark'.        |                              |        |
| Bahnhofstraße 52° 1′ 38″ N, 8° 31′ 53″ O | 3        | Mitte       |            | Straßenhaltestelle, nicht barrierefrei        | Wurde bis 26. April 1991 bedient.                                                |                              |        |
| Berliner Platz                           | 123      | Mitte       |            | niedriger Seitenbahnsteig, nicht barrierefrei | Wurde bis 27. April 1991 bedient.                                                |                              |        |
| Brökerstraße                             | 12       | Mitte       |            | Straßenhaltestelle, nicht barrierefrei        | Wurde bis 27. April 1991 bedient.                                                |                              |        |
| Brüggemannstraße                         | 1        | Mitte       |            | Straßenhaltestelle, nicht barrierefrei        | Wurde bis 27. April 1991 bedient.                                                |                              |        |
| Hermannstraße                            | 12       | Mitte       |            | niedriger Seitenbahnsteig, nicht barrierefrei | Wurde bis 27. April 1991 bedient.                                                |                              |        |
| Kesselbrink                              | 3        | Mitte       | Bus        | Straßenhaltestelle, nicht barrierefrei        | Wurde bis 25. September 1986 bedient.                                            | ZOB Kesselbrink, Wochenmarkt |        |
| Klosterstraße                            | 1        | Mitte       | Bus        | niedriger Seitenbahnstein, nicht barrierefrei | Wurde bis Mai 1982 bedient.                                                      |                              |        |
| Kunsthalle                               | 1        | Mitte       | Bus        | niedriger Seitenbahnsteig, nicht barrierefrei | Wurde bis Mai 1982 bedient.                                                      | Kunsthalle                   |        |
| Meller Straße                            | 3        | Mitte       |            | niedriger Seitenbahnsteig, nicht barrierefrei | Wurde bis 26. April 1991 bedient.                                                |                              |        |
| Nicolai Friedhof                         | 2        | Mitte       |            | niedriger Seitenbahnsteig, nicht barrierefrei | Wurde bis 27. April 1991 bedient. Haltestelle nur in Fahrtrichtung Stadtmitte.   |                              |        |
| Pestalozzistraße                         | 3        | Mitte       |            | Straßenhaltestelle, nicht barrierefrei        | Wurde bis 26. April 1991 bedient. Ersetzt durch U-Haltestelle 'Wittekindstraße'. |                              |        |
| Stadtwerke                               | 1        | Mitte       |            | Straßenhaltestelle, nicht barrierefrei        | Wurde bis 27. April 1991 bedient.                                                | Stadtwerke Bielefeld         |        |
| Victoriastraße                           | 3        | Mitte       | Bus        | Straßenhaltestelle, nicht barrierefrei        | Wurde bis 25. September 1986 bedient.                                            |                              |        |

## Liste der nicht barrierefreien oberirdischen Stadtbahnstationen
| Station Lage                                      | Linie(n) | Stadtbezirk | Anmerkungen                                                                                         |
| ------------------------------------------------- | -------- | ----------- | --------------------------------------------------------------------------------------------------- |
| August-Bebel-Straße 52° 0′ 46″ N, 8° 32′ 12″ O    | 2        | Mitte       | Barrierefreier Umbau zum Hochbahnsteig ursprünglich geplant bis 2023. Derzeit kein konkretes Datum. |
| Brackwede Kirche 51° 59′ 17″ N, 8° 30′ 50″ O      | 1        | Brackwede   | Barrierefreier Umbau zum Hochbahnsteig bis voraussichtlich Mai 2025.                                |
| Gaswerkstraße 51° 59′ 39″ N, 8° 30′ 24″ O         | 1        | Brackwede   | Barrierefreier Umbau zum Hochbahnsteig bis voraussichtlich Mai 2025.                                |
| Heidegärten 52° 3′ 9″ N, 8° 32′ 43″ O             | 1        | Schildesche | Errichtung eines barrierefreier Zugangs bis voraussichtlich 2027.                                   |
| Lange Straße 52° 2′ 39″ N, 8° 31′ 21″ O           | 3        | Schildesche | Barrierefreier Umbau zum Hochbahnsteig geplant.                                                     |
| Nikolaus-Dürkopp-Straße 52° 1′ 12″ N, 8° 32′ 9″ O |          | Mitte       | Nur für Fahrten von Senne nach Sieker-Mitte.                                                        |
| Normannenstraße 51° 59′ 27″ N, 8° 30′ 34″ O       | 1        | Brackwede   | Barrierefreier Umbau zum Hochbahnsteig bis voraussichtlich Mai 2025.                                |
| Obernstraße 52° 1′ 9″ N, 8° 31′ 32″ O             |          | Mitte       | Nicht im Linienbetrieb genutzt                                                                      |
| Teutoburger Straße 52° 0′ 38″ N, 8° 32′ 23″ O     | 2        | Mitte       | Barrierefreier Umbau zum Hochbahnsteig ursprünglich geplant bis 2023. Derzeit kein konkretes Datum. |
| Voltmannstraße 52° 3′ 14″ N, 8° 31′ 9″ O          | 3        | Schildesche | Barrierefreier Umbau zum Hochbahnsteig geplant.                                                     |
| Windelsbleicher Straße 51° 59′ 9″ N, 8° 31′ 5″ O  | 1        | Brackwede   | Barrierefreier Umbau zum Hochbahnsteig geplant.                                                     |

## Liste der geplanten Stadtbahnstationen
| Name der Station      | Linie(n) | Stadtbezirk | Anmerkungen                                                                               |
| --------------------- | -------- | ----------- | ----------------------------------------------------------------------------------------- |
| Alsterweg             | 1        | Sennestadt  | Planung ist unkonkret                                                                     |
| Alte Detmolder Straße | 2        | Stieghorst  | Machbarkeitsstudie                                                                        |
| Andersenschule        | 1        | Sennestadt  |                                                                                           |
| Breslauer Straße      | 2        | Stieghorst  | Machbarkeitsstudie                                                                        |
| Bretonische Straße    | 1        | Senne       |                                                                                           |
| Bünder Straße         | 1        | Schildesche | Nicht realisiert. Beim Tunnelbau in den 1980er Jahren ursprünglich geplante U-Haltestelle |
| Buschkampstraße       | 1        | Senne       |                                                                                           |
| Campus Nord           | 4        | Dornberg    | Planung ist unkonkret                                                                     |
| Ebberghöhe            | 1        | Senne       |                                                                                           |
| Ehrenbergplatz        | 1        | Sennestadt  | Planung ist unkonkret                                                                     |
| Feuerbachweg          | 1        | Senne       |                                                                                           |
| Flensburger Straße    | 2        | Stieghorst  | Machbarkeitsstudie                                                                        |
| Greifswalder Straße   | 2        | Stieghorst  | Machbarkeitsstudie                                                                        |
| Industriestraße       | 1        | Sennestadt  |                                                                                           |
| Kamphof               | 1        | Senne       | optional                                                                                  |
| Kreuzkirche           | 1        | Sennestadt  |                                                                                           |
| Oerlinghauser Straße  | 2        | Stieghorst  | Machbarkeitsstudie                                                                        |
| Schloßhofstraße       | 4        | Dornberg    | Planung ist unkonkret                                                                     |
| Stieghorster Straße   | 2        | Stieghorst  | Machbarkeitsstudie                                                                        |
| Travestraße           | 1        | Sennestadt  | Planung ist unkonkret                                                                     |